# هالوانگ
هالوانگ (به آلمانی: Hallwang) یک منطقهٔ مسکونی در اتریش است که در ناحیه زالتسبورگ-اومگه‌بونگ واقع شده‌است. هالوانگ ۱۳٫۱۲ کیلومتر مربع مساحت دارد ۵۲۴ متر بالاتر از سطح دریا واقع شده‌است.